# داريل ميلر
داريل ميلر (بالإنجليزية: Darrell Miller)‏ هو لاعب كرة قاعدة أمريكي، ولد في 26 فبراير 1958 في واشنطن العاصمة في الولايات المتحدة.

## وصلات خارجية
- داريل ميلر على موقعبيزبول رفرنس.كوم (الدوري الرئيسي) (الإنجليزية)
- داريل ميلر على موقعبيزبول رفرنس.كوم (الدوري الثانوي) (الإنجليزية)